# グレッグ・アボット
グレッグ・ウェイン・アボット（英語：Gregory Wayne Abbott、1957年11月13日 - ）は、アメリカ合衆国の政治家、弁護士。第48代テキサス州知事を務めている。共和党に所属し、2002年から2015年まで第50代テキサス州司法長官を務めていた。車椅子を恒久的に使用している全米で3番目の州知事である 。また、テキサス州史上初の障害者州知事でもある。アボットは2014年に59パーセントの得票率で知事に当選し、2018年には56パーセントの得票率で再選。2022年11月の知事選挙で3選を果たしている。

## 概要
リコンストラクション期以降、テキサス州の司法長官を務めた3人目の共和党員である。2002年に57パーセントの得票率で司法長官に選出され、2006年には60パーセント、2010年には64パーセントの得票率で再選された。司法長官に就任する前はテキサス州最高裁判所の判事を務め、1995年にジョージ・W・ブッシュ州知事（当時）から任命された。アボットは1998年に60パーセントの得票率で任期満了を勝ち取った。彼は、2005年のヴァン・オーデン対ペリー事件として知られる合衆国最高裁判所訴訟で、オースティンのテキサス州議会議事堂前に十戒を掲示するテキサス州の権利の擁護に成功した。

## 生い立ち、教育
1957年11月13日、テキサス州ウィチタフォールズにてイングランド系移民の家庭に生まれた。母ドリス・レクリスチア・ジャックス・アボットは主婦で、父カルヴィン・ロジャー・アボットは株式仲買人および保険代理業者であった。6歳の頃、家族でロングビューに転居し、6年間居住した。12歳の頃、家族でダンカンヴィルに転居した。高校2年生の時に父が心臓発作で亡くなり、母は不動産会社で働くようになった。高校時代、陸上部、全米優等生協会に所属し、「最も成功しそうな人物」に選ばれ、ダンカンヴィル高校を卒業した。
アボットはテキサス大学オースティン校でフラタニティDelta Tau Deltaとヤング・リパブリカンズ・クラブに所属し、1981年、経営学士を授与された。大学時代に妻となるセシリア・ファレンと知り合った。1984年、ヴァンダービルト大学法科大学院から法務博士号を授与された。
1984年から1992年、個人営業でバトラー&ビニオンLLPで働いた。

## 法曹界でのキャリア
テキサス州ヒューストンにてキャリアを開始し、3年間、第129地方裁判所で州予審判事を務めた。1996年から任期2年、1998年から任期6年のテキサス州最高裁判所准判事に選出されジョージ・W・ブッシュ州知事（当時）から任命された。1996年の選挙では対する民主党候補者はいなかったが、ダラスのリバタリアン党のジョン・B・ホーリーが対立候補となり、84%対16%でアボットが選出された。1998年、民主党のデイヴィッド・ヴァン・オズを相手に60%対40%で選出された。
2001年、最高裁判所を辞任後、個人営業に戻りブレスウェル&ジュリアニLLCに従事した。テキサス大学法科大学院で非常勤講師も務めた。

## テキサス州司法長官

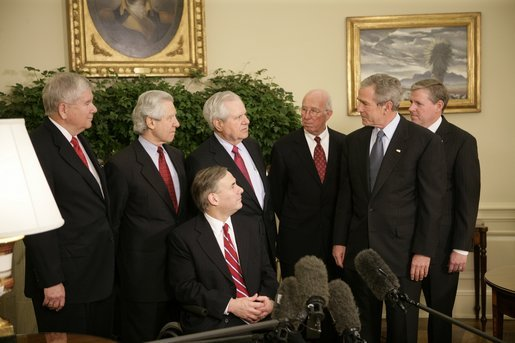
2005年、ブッシュ大統領および元最高裁判事らとハリエット・マイアーズ候補について語るアボット。左よりユージン・クック、ラウル・ゴンザレス、アボット、ジョン・ヒル、ジェイムス・ベイカー、ブッシュ、クレイグ・エノク

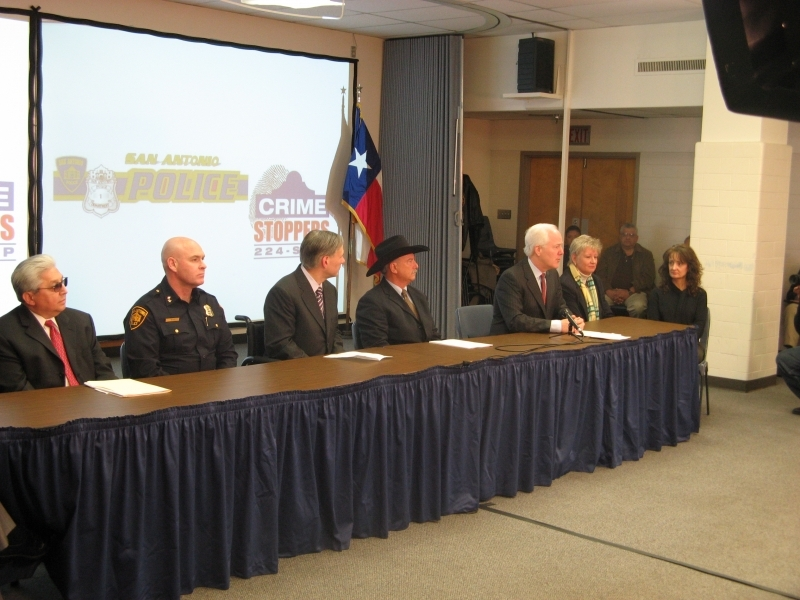
2008年、サンアントニオの犯罪抑止月間について発表するアボット(中央)とジョン・コーニン

### 2002年の選挙
2001年、州副知事に立候補するためテキサス州最高裁判所准判事を辞職した。数ヶ月選挙運動を行なったが、司法長官のジョン・コーニンが上院議員に立候補することになり司法長官のポストが空いたため、2002年、立候補先を司法長官に切り替えた 。元オースティン市長で元州上院議員の民主党候補者カーク・ワトソンを57%対41%で抑え司法長官に当選した。コーニンの上院議員当選後、2002年12月2日、アボットは第50代テキサス州司法長官に就任した。

### 州司法長官在任中
アボットは司法長官のオフィスの法執行部を30人から100人以上に増員した。有罪判決を下された性犯罪者の仮出所または執行猶予中の違反を追跡する「Fugitive Unit」という新たな部署を立ち上げた。
2003年、アボットはテキサス州議会の医療事故への金銭換算が難しい面での非経済的損害賠償の上限を25万ドルとして、生活費の上昇を考慮しない方針を支持した。
2013年、共和党での対話において職務を問われたアボットは「朝出勤してバラク・オバマを訴えて帰宅する」と語った。アメリカ合衆国環境保護庁、医療保険制度改革(オバマケア)を含むアメリカ合衆国保健福祉省、アメリカ合衆国教育省などオバマ政権に対する31訴訟を起こした。「ウォール・ストリート・ジャーナル」によると、アボットの司法長官在職時から州知事就任まで、炭素排出量規格、医療改革、トランスジェンダーの権利などでテキサス州は少なくとも44回オバマ政権を訴え、同時期の他の州より多かった。「ダラス・モーニングニュース」はアボットとオクラホマ州司法長官スコット・プルーイットを並べてどちらも環境規制で連邦政府を繰り返し訴えていると記した。「ヒューストン・クロニクル」はオバマ政権時代の気候変動対策に対する非難をアボットが先導したと記した。
アボットは保安のため州は化学物質在庫報告を公開すべきではないとするが、いずれの施設も化学物質の有無に関わらず州民は尋ねることができるとしている。コーク・インダストリーズはアボットの選挙運動への献金についてこの関係を否定した。
2014年3月、ベイラー・スコット&ホワイト・プレイノ医療センターがクリストファー・ダンチが危険な医師であることを知りつつ脳神経外科学手術をさせたと主張する複数の患者より訴えられた3件の訴訟において、アボットは医療センターの代理として申立を行なった。テキサス州議会により医療事故の賠償上限が設定されており、法の定義から「重過失」という言葉が除去されていることからアボットは医療センターを擁護した.。
2000年代終盤、アボットは連邦補助金140万ドルで司法長官のオフィスに不正投票を追及する部署を立ち上げ、数十件起訴して少額の罰金や短い収監または収監なしとなった。ただしいずれの選挙でも結果が変わるような大規模な不正は見つかっていない。

#### ソニーBMGに対する訴訟
2005年終盤、アボットはソニーBMGを訴えた。テキサス州は、不法なスパイウェアでソニーBMGを訴えた全米で初めての州となった。また2005年に州で成立したスパイウェア法が適用された初めての裁判となった。ソニーBMGは不正に何百万枚もの音楽CDにスパイウェアをインストールし、購入者が音楽を聴くためにコンピューターにCDを挿入するとシステムに不正アクセスができてしまうとされた。2005年12月21日、アボットはソニーBMGに対する訴訟に新たな申立を追加し、複製を防止するメディアマックスがスパイウェアと不正取引を禁ずる州法に違反していると語った。裁判において、ソニーBMGは2005年のコンピューター・スパイウェア消費者保護法などの法律もと、CD購入時およびコンピューターでの使用時に許諾契約を提示しているとしたが、アボットは消費者が許諾を拒否してもスパイウェアは秘密裏にコンピューターにインストールされるとして、音楽購入者にセキュリティのリスクをもたらし州民を騙す行為であると主張した。ソニーBMGはテキサスでの訴訟、およびカリフォルニア州司法長官によるより小規模な訴訟において150万ドルで和解した。

#### 政教分離
2005年3月、アボットはテキサス州会議事堂の屋外にある十戒碑を守るべくテキサス州の代理として合衆国最高裁判所にて口頭弁論した。1956年に公開されたセシル・B・デミルの映画『十戒』に感銘を受けたイーグル友愛団体により、翌年、全米の市町村に何千もの同様の十戒碑が寄付された。アボットは証言で、十戒は歴史的に認められた法制度であると語った。最高裁判所は5対4で碑はアメリカ合衆国憲法修正第1条国教条項に違反しておらず合法であると判断した。Van Orden v. Perryでの口頭弁論の後、連邦最高裁判所陪席判事ジョン・ポール・スティーブンスはアボットの車椅子での証言について、良い証言をするために証言台に「立つ」必要がないことを証明してくれたと語った。

#### 銃
アボットは司法長官として銃規制法に異議を唱えた。2013年、攻撃用武器禁止の拡大や大容量弾倉禁止の追加など銃規制を強化したニューヨーク州の銃規制法制定を批判し、もし議会が新たな銃規制法案を制定した場合訴えると語った。法案通過後、ニューヨーク州オールバニとマンハッタンに向けたインターネット広告において、ニューヨーク在住の銃所有者にテキサス州への移住を勧めた。広告では「クオモ知事はあなたの銃を取り上げようとしているのではないか」、「より低い税金とより良い機会を求め、法を守るニューヨークの銃所有者募集」と記された。これらの広告はフェイスブックのページにリンクし、テキサス州に転居すれば「収入より多くを得てより多くの銃弾を買うことができる」と記された。
2014年2月、全米ライフル協会(NRA)がより多くの人々が銃を隠し持つことができることを求めた訴訟に対し、アボットは公共の安全を脅かすとして異議を唱えた。

#### 損害賠償修正
アボットは非経済的損失による懲罰的損害賠償金は75万ドル、医療事故による非経済的損害賠償は25万ドルに上限を設ける州の法案を支持した。アボット自身の麻痺への和解金は医療事故でないため上限はなく、主に民主党から批判された。

#### 性具の禁止の擁護
アボットは司法長官として性具の禁止を擁護したがうまくいかなかった。アボットは生殖と無関係な猥褻な興味を引き起こすことを州が阻止するべきだと語った。

#### 同性婚の反対
アボットは司法長官として州の同性婚禁止の合憲性を擁護した。2014年、アボットは、LGBTは子孫を残すことができないとして州は同性婚禁止とすべきと法廷で主張した。同性婚では自然に子を宿せないため、異性婚と同等に扱うことはできないと語った。また同性愛者にも異性と結婚する自由があると主張した。アボットは同性婚が他の伝統的な憲法上の禁止事項の見直しに拍車がかかることを示唆した。

#### 2006年の選挙
2006年11月7日の選挙において、1998年の最高裁判所の選挙で対戦した民主党の人権弁護士デイヴィッド・ヴァン・オズと再び顔を合わせた。アボットは60%対37%で司法長官2期目として再選された。

#### 2010年の選挙
2010年、司法長官3期目に立候補し、民主党候補者の弁護士バーバラ・アン・ラドノフスキーを相手にに64%対34%で再選された。テキサス州史上、司法長官として最長任期となった。
2013年7月、「ヒューストン・クロニクル」紙はアボットへの大口献金者とアボットが理事長を務めていたテキサス癌予防研究所の不適切な繋がりおよび管理体制を主張した。

## テキサス州知事

### 2014年の選挙

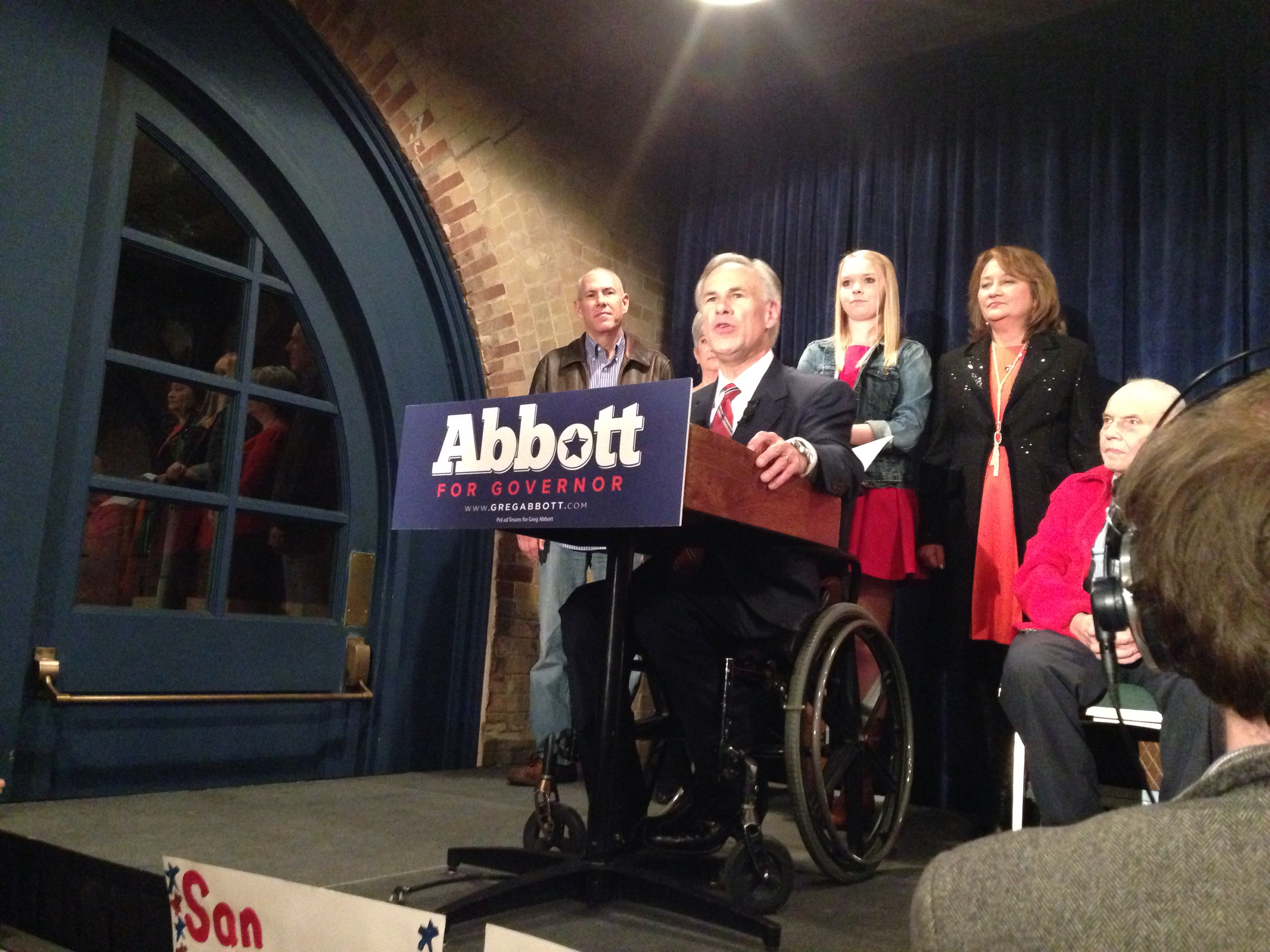
2014年、共和党推薦を受けたアボット

2013年7月、州知事リック・ペリーが4期目を目指さないことを発表した直後、アボットは2014年の選挙でテキサス州知事への立候補を発表した。2011年の前半でアボットは160万ドルを集め、他の州内の政治家より多くの選挙資金を集めた。アボットの次に多くの選挙資金を集めた州公務員は州会計監査スーザン・コームの約61万ドルであった。
2014年3月4日、共和党予備選挙で91.5%の得票率で当選し、本選挙で州上院議員のウェンディ・デイヴィスと対戦した。アボットは当選の暁には幼稚園入園前のプログラムの「資金と業績を繋げる」ことを約束した。しかしデイヴィスが非難したように、アボットは4歳児に対して政府の標準テストを要求することはないと語った。アボットはチャールズ・マーリーの言葉を引用し、家庭環境が成績に最も決定的に影響し、経済的に不利な子供と中流家庭の子供の間で大きな学力の差が生じるとして自身の教育計画を擁護した。アボットの選挙運動の報道官は、デイヴィスが万人向けの幼稚園前教育を提案したが、アボットは基準を満たしたプログラムへの州の資金を使用することに制限をかけるという大きな差異を指摘した。デイヴィスの提案の費用は7億5千万ドルに達する可能性があり、アボットはデイヴィス案は財政破綻を招くがアボット案は1億1,800万ドルまでに抑えられると語った。アボットは全ての生徒に同じ機会を与え、資金の足りない学校に支援する改正案について語った。アボットは教室のテクノロジーへのアクセスと幼稚園児への数学教育の向上を主張した。
アボットはテキサス・エンタープライズ・ファンドの複数の受領者から140万ドルの選挙運動の献金を受けており、受領者の中には助成金のための適切な書類を提出した者もいる。憂慮する科学者同盟のエリオット・ネイギンはアボットがニュースター・エナジー、コーク・インダストリーズ、ヴァレロ・エナジー、エクソンモービル、シェブロン、コノコフィリップスなど複数の化石燃料産業から多大な支援を受けていると述べた。アボットは「フォートワース・スター・テレグラム」、「ダラス・モーニングニュース」、「ラボック・アヴァランチ・ジャーナル」、「タイラー・モーニング・テレグラフ」から支持された。アボットと副知事候補のダン・パトリックは全米ライフル協会から支持された。
11月の本選挙でデイヴィスに20%の差をつけてアボットが当選した。

### 2018年の選挙
2017年1月、アボットは2018年の再選に向けて資金集めをしていると報じられ、2016年には3,440万ドルを集め、そのうち900万ドルは2016年後半に集めたとされる。副知事ダン・パトリックが知事選出馬の可能性に言及したが、副知事に再出馬することになった。2017年1月21日の週末、アボットは知事選へ再出馬するつもりであると語った。2017年3月28日、アボットは再出馬の意志を認めた。
2017年7月14日、アボットは再出馬を正式に発表した。これは共和党をアボット&パトリック派、下院議長ジョー・ストラウス派に二分し兼ねない特別立法議会の4日前だった。社会的保守を課題とするアボット&パトリックに対し、ストラウスはこれのほとんどに反対するロックフェラー・リパブリカン派であったのである。
11月6日の本選挙において、アボットは民主党候補者のループ・ヴァルデスの18倍もの資金を調達し、56%の得票率で当選した。うちヒスパニック42%、アフリカ系アメリカ人16%であった。

### 2022年の選挙
2022年11月8日執行のテキサス州知事選挙での3選を目指してテキサス共和党（共和党テキサス支部）委員長アレン・ウェスト、ドン・ハフィンズと共に共和党予備選に立候補した。5月1日、予備選で66%以上の得票数を獲得して当選した。民主党のベト・オルーク元下院議員が対立候補となった。アボットはオルークより多くの政治資金を集めた。
2022年11月8日、アボットはベト・オルーク元下院議員を退け当選を果たした。アラン・シヴァース、プライス・ダニエル、ジョン・コナリー、リック・ペリーに続く5番目の3期就任のテキサス州知事となった。

### 州知事在任中

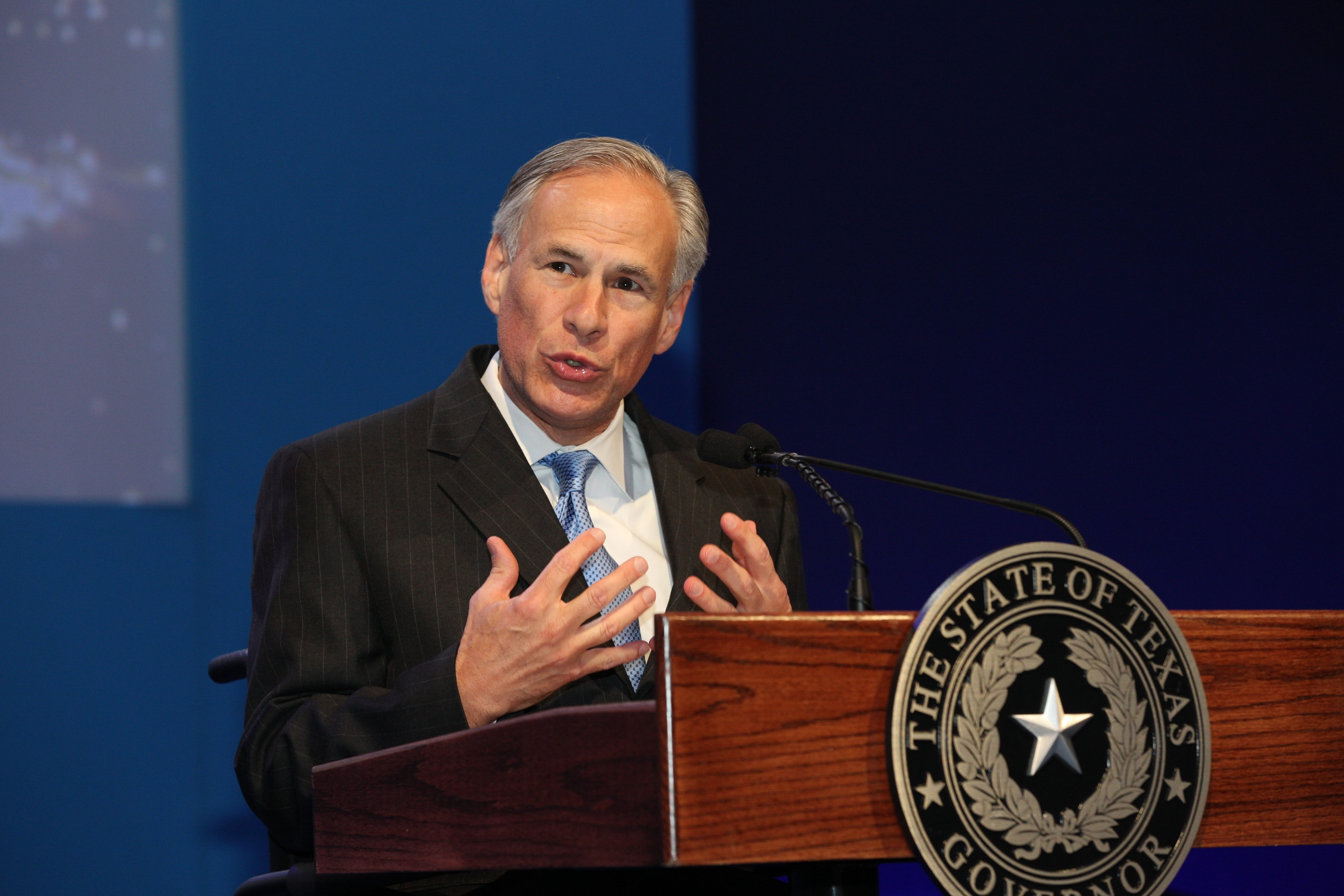
2016年、世界旅行ツーリズム協議会会議

2015年1月20日、リック・ペリーの後任でテキサス州知事に就任した。テキサス州史上初、全米でニューヨークのフランクリン・ルーズベルト(1929年–1932年)、アラバマのジョージ・ウォレス(1963年–1967年、1971年–1979年、1983年–1987年)に続き3番目に車椅子を恒久的に使用している州知事となった。
2015年3月15日、アボットは州知事として初めて海外の首相と面会を行ない、アイルランドの首相エンダ・ケニーと貿易および経済について会談した。
2015年の立法議会の間、保健福祉委員会の先導で、州議会はメディケイドに加入している子供のための様々な発達療法の支払いや補償を終了することで予算から1億5千万ドルを削減する条項を出した。子供の発達に予算削減が取り返しのつかない影響を引き起こす可能性があるとして、州に対して家族や療法士の代理訴訟が行なわれた。2015年9月25日、保健福祉委員会による治療費の削減を禁止する仮処分命令が行なわれた。
第1次トランプ政権の間、アボットは熱心にトランプを支持した。アボットが指名した複数の人物が連邦裁判所に起用されており、一部のメディアはトランプ政権へのアボットの影響力を指摘した。2021年、トランプはアボットの再選を支持し、トランプ支持者とされる共和党予備選の複数の候補者の中でトランプはアボットを選出した。
アボットの書籍「Broken But Unbowed」(2016年) において、自身の半生と政治観を著した。
2016年10月、爆発物の入った小包がアボット、オバマ大統領、社会保障局行政官に届いた。アボットの小包は通常と違う開封をしたため爆発しなかった。
2017年6月6日、アボットはパトリック副知事の支持を得た複数の優先法案を可決するため特別立法議会を招集した。2017年の通常議会において50議案に拒否権を発動し、2007年以降最多となった。
アボットは、選挙で落選して間もない共和党所属の裁判官を含み、様々な裁判官職に任命した。
2021年の通常議会の後、「ニューヨーク・タイムズ」紙はアボットとパトリックについて、近年のテネシー州史上、右傾化を促進する原動力の1つと記した。他の報道によると、アボットおよび州職員はより強固な保守的政策を推し進めている。

#### 中絶
2016年11月、テキサス州でアボットの要請において、中絶手術を行なう施設に対して、遺体を最終処分場に遺棄するのではなく、埋葬または火葬を義務付ける新たな規則を承認した。12月19日から実施される予定であったが、12月15日に女性生殖権センターや他の擁護団体が訴訟を起こしたため連邦判事は実施を少なくとも1ヶ月間中止させた。2017年1月27日、連邦判事はこの規則を否決したが、テキサス州はこれを不服として控訴することを宣誓した。
2017年6月6日、アボットは胎児を分割する中絶法や部分出産中絶を禁止し、埋葬または火葬を義務付ける法案を法律として承認した。この法律も連邦判事により阻止されたが、州は不服を申し立てるとした。
2021年5月18日、アボットは妊娠6週間を過ぎた妊婦の人工妊娠中絶を禁止するテキサス州ハートビート法に署名して成立させた。2021年9月、アボットは妊娠7週以降の女性が通販中絶薬を購入することを禁止する法案を法律として承認した。

#### 州会議の提案

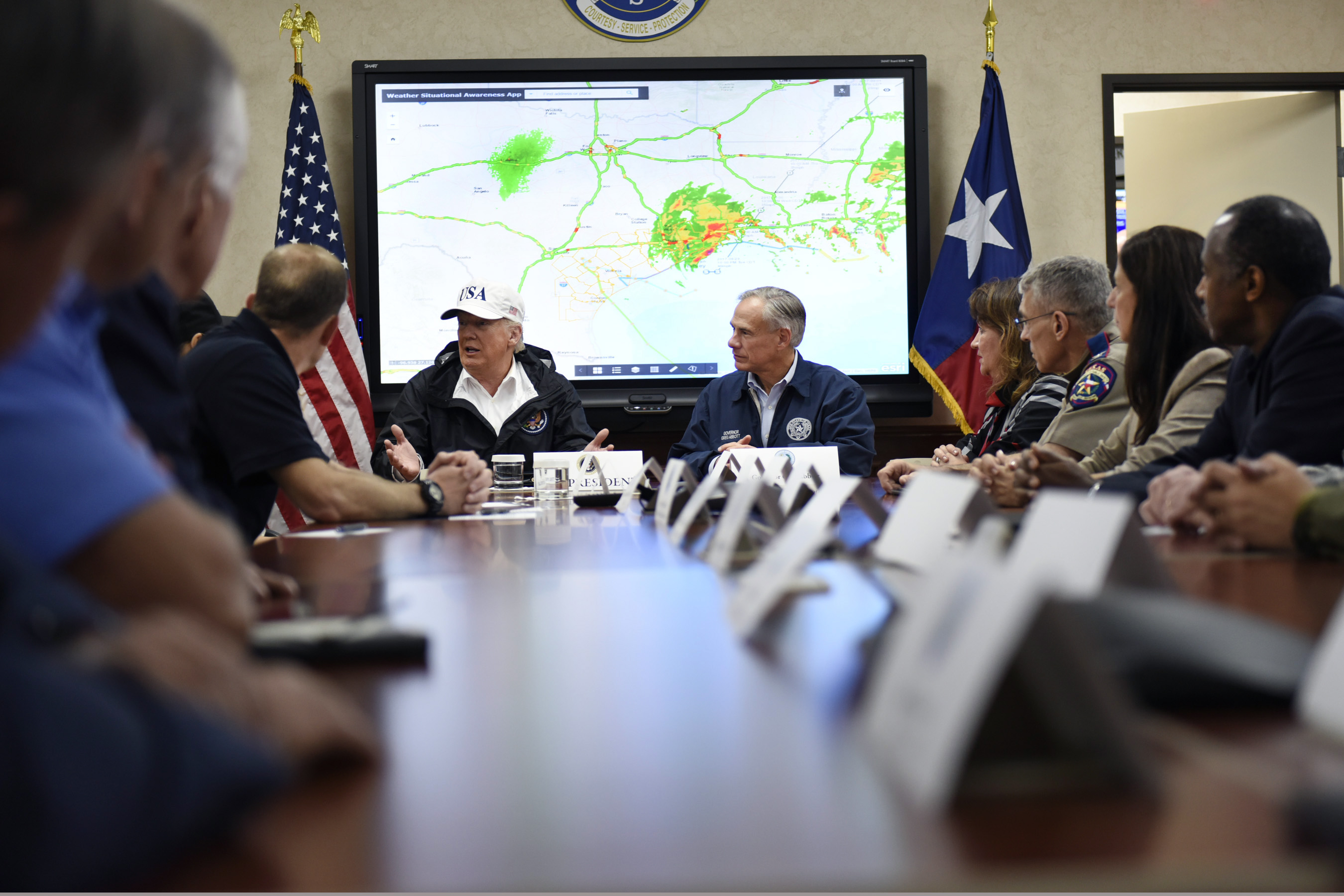
ハリケーン・ハービーの緊急事態におけるトランプ大統領とアボット

2016年、アボットはテキサス公共政策財団で演説し、アメリカ合衆国憲法修正案のための州会議を呼びかけた。演説の中でアボットは、連邦政府の財政緊縮を強制し、連邦政府の権力と司法権を制限するため数十年に亘る連邦政府の権力掌握をほどくことを目的とした9つの新たな修正案であるテキサス・プランを提案した。このプランは連邦政府の力を制限して州の権限を拡大し、場合によっては州が連邦法を無効化することができるものである。
2016年1月8日、アボットは合衆国最高裁判所判事による憲法放棄による乱用として申し入れるため憲法制定会議に訴えた。テキサス公共政策財団での演説にてアボットは「アメリカの法の支配を元の状態に戻すには、私たちが先導しなければならない」と語った。2016年5月17日、フーヴァー研究所で行なわれた公開セミナーにおいて、アボットは自身の提案について詳しく述べた。

#### 刑事司法
2020年、ジョージ・フロイド抗議運動が起こり、アボットは選挙候補者たちに「"back the blue"」(パトカーのライトが青いことから「警察を支援せよ」の意)と呼びかけた。州内の複数の都市が警察の資金を社会福祉および緊急応答に振り分けたことに対し、アボットは州が市町村警察を支配することになると危惧した。2021年、アボットは州内の警察の予算を減らした市町村に財政的罰則を科する法的取り組みを先導した。
2021年、18歳未満で特定の犯罪で有罪となった人々を早期仮釈放とし、仮釈放資格の判断のために受刑者の年齢や犯罪当時の精神状態を記した資料を作成するという超党派の刑事司法法案に対し、アボットは拒否権を発動した。また警察が刑事裁判所での催眠影響下での供述を使用することを禁止する法律にアボットは拒否権を発動した。さらに犬が飲み水、屋根や避難する場所へ近付けない位置に繋げるのを違法とする動物愛護法の法案に対し、アボットはすでに同様の法律があるとして拒否権を発動した。

#### 銃器
2015年、アボットは大学構内での銃携帯(SB 11)および隠さない銃携帯(HB 910)の法案に署名し法律として成立させた。同年後半に大学構内での銃携帯法が施行され、公立大学の構内で人目につかない形で銃を携帯することができるが、私立大学では銃の携帯を禁止することを選択できる。2016年、隠さない銃携帯法が施行され、州刑法30.07項の標識のない公共の場および民間企業で隠さずに拳銃を携帯することができることとなった。州刑法30.07項の標識のある場所では銃所持許可所有者であっても拳銃を隠さずに携帯することはできない。この場合、隠さない銃携帯をする者は不法侵入者とみなされる。テキサス州は隠さない銃携帯を認めた全米で45番目の州である。2017年、アボットは銃所持許可料の値下げ法案に署名した。2021年、アボットは州民が銃所持許可なく銃を所持できる法案に署名した。
2017年11月5日のサザーランド・スプリングス教会銃乱射事件の後のFOXニュースのインタビューにおいて、アボットはナチス時代、中世、古代イスラエル時代など過去にも悲惨な出来事は起こっており、いつの時代にも起こり得ることへの考慮を促した。名誉毀損防止同盟はアボットが銃乱射事件とホロコーストの被害者を比較したことを非常に不快で無神経であると批判した。
2018年5月18日のサンタフェ高校銃乱射事件の後、アボットはスクールシューティングを防ぐため州内で意見交換をすると語った。その後、州会議事堂にて数多くの討論会が行なわれた。約2週間後にダラスで行なわれた全米ライフル協会での演説において、アボットは「問題は銃ではなく、信仰心の無さ」と語った。2019年6月、数に制限を設けずより多くの教師の銃携帯を認める法案に署名し、危険性のある学生を特定するための脅威査定チームを制定した。州議会は精神衛生上の問題点の解決するための学生支援機関の法案を可決したが、危険人物の銃購入または所持を制限できる「赤旗法」の提案は採用しなかった。アボットはテキサス州にはこのような法律は必要ないと語った。
2019年8月、エルパソのウォルマートにて22人が殺害されるエルパソ銃乱射事件が起こり、犯人は犯行直前に「マニフェスト」と題する予告声明を出しメキシコ人を狙うと記していた。銃撃の後、アボットは過激派を調査しテロ対策特別部隊を組織したが、赤旗法の反対の立場を繰り返し、銃規制に関する州議会の特別立法議会を招集するのを拒否した。
2021年6月にアボットは無許可での所持法に署名し、2021年9月1日より州民は許可なく訓練もなく拳銃を所持できるようになった。
2022年5月24日、アボットはユバルディのロブ小学校にてとある18歳の人物が拳銃およびおそらくライフル(のちにAR15ライフルのダニエル・ディフェンスDDM4と判明)で19人の生徒と2人の教師を殺害したと発表した。5月25日、アボットは記者会見にて事件の詳細を発表したが、銃規制には言及しなかった。アボットはこの地域での精神衛生の問題がこの事件の根底にあると語った。2022年の州知事選の民主党候補のベト・オルークは会見の舞台に近づいて「今すぐ次の銃撃はやめさせるべきなのにあなたは何もしない」と語った。アボットは、今は被害者の家族を癒して先を見据える時であり、我々の課題を話し合う時ではないと語った。5月27日、アボットは全米ライフル協会の年次総会に出席せず、YouTubeでメッセージを発表し、アサルトライフルの販売には言及しなかったが、たとえ銃規制をしても効果がなく、実際銃撃犯が複数の殺人を犯した時には銃に関する法律を2つ破っていたと語った。さらに、学校敷地内での銃所持は重罪であり、犯人がしたことは極刑に値し、テキサス州では死刑に値すると語った。

#### ジェイド・ヘルム15演習
ネット上で軍事演習は実は実際の軍事行動であるとの疑惑が巻き起こり、2015年4月28日、アボットはテキサス州防衛隊にジェイド・ヘルム15演習を監視するよう要請した。2018年、元アメリカ国家安全保障局長官（NSA長官）および元中央情報局長官（CIA長官）のマイケル・ヘイデンは、ロシアの諜報機関が陰謀論を広めており、アボットのこの対応により虚偽情報の拡散活動がアメリカ国内でも猛威を振るっていると確信したと語った。

#### 宗教
2015年、アボットは聖職者が同性の結婚式について教義に反すると判断した場合、拒否できる牧師保護法に署名した。
2017年、アボットは州や市町村の政府が牧師の説教により召喚することを阻止する上院法案24条に署名した。この法案は、ヒューストンにて反差別条例により5人の牧師が説教によって召喚されたことに端を発する。
2017年、アボットは、州内の児童福祉システムと連携する宗教を基盤とする団体が、教義に反する状況下では利用を断ることができる下院法案3859条に署名した。民主党と人権弁護士は、この法案を受け入れることは、異教徒、レズビアン、ゲイ、バイセクシャル、トランスジェンダーなどの差別に繋がる恐れがあり、LGBT人権団体は裁判に訴えるつもりだと語った。これに応じてカリフォルニア州は政府の公式出張禁止先リストにテキサス州を追加した。

#### 移民

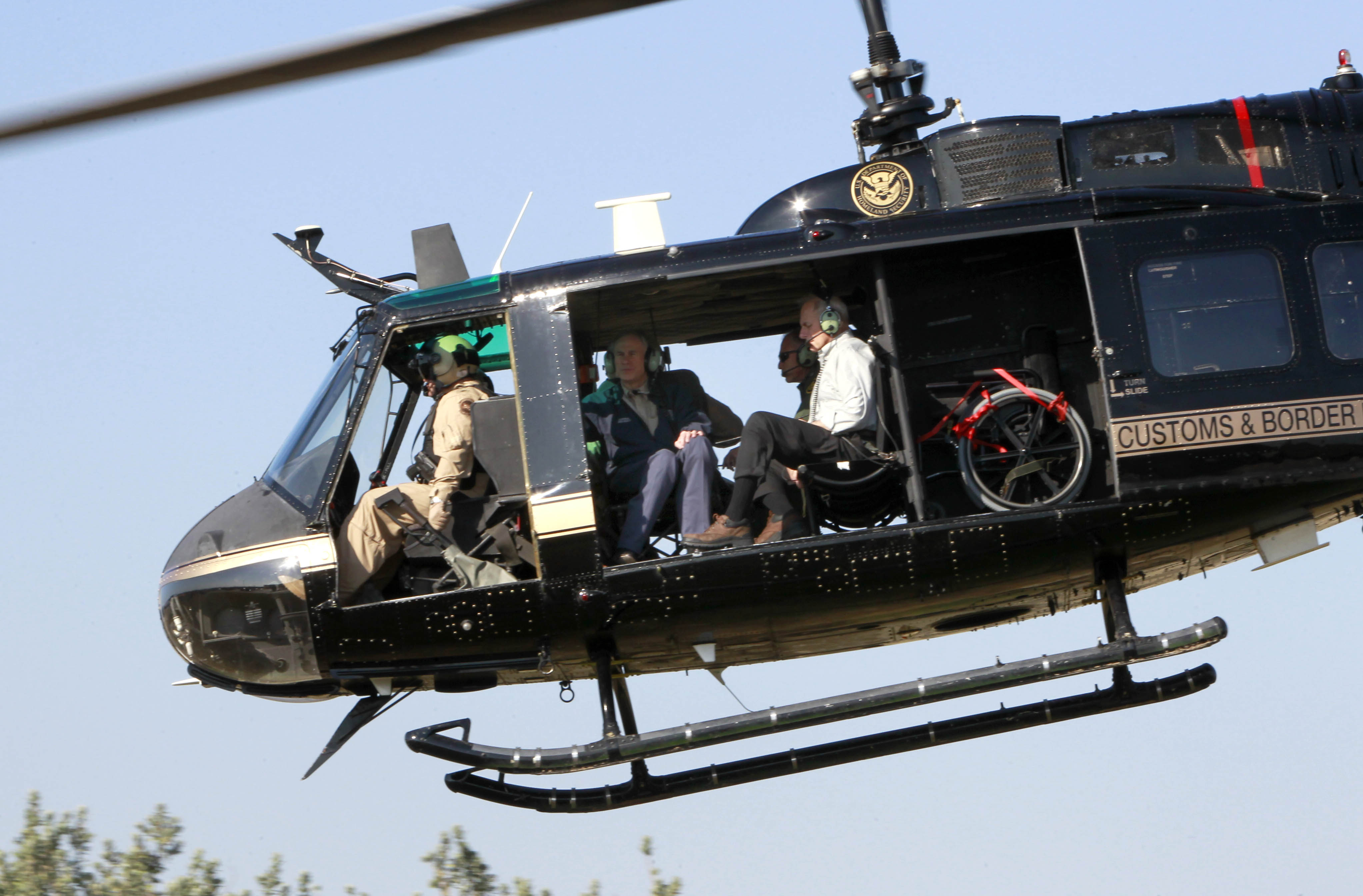
2017年、ヘリコプターでアメリカ＝メキシコ国境を視察するアボットと国土安全保障長官ジョン・フランシス・ケリー

2015年11月13日に起きたパリ同時多発テロ事件を受けてアボットはテキサス州がシリア難民を拒否することを発表した。2015年12月、アボットは州保健福祉委員会に連邦政府と国際救済委員会に難民の定住を阻止するよう訴えたが、連邦地方裁判所はこれを棄却した.。
2017年2月1日、トラヴィス郡が聖域都市政策を実行し始めたため、アボットはトラヴィス郡の財源を止めた。2017年5月7日、アボットは連邦の職員との連携を拒む郡や市の職員を非難することにより聖域都市を標的にし、警察官が拘留している移民の在留資格を確認することを認める州上院法案4号に署名した。
2020年1月、トランプ政権で施行された新たな規則のもとでテキサス州は難民の定住を却下した全米で最初の州となった。州内のカトリック教の司教16人全員が共同声明でこれを非難した。
2021年、アボットは滞在許可証を持たない非正規移民を「侵入者」と表した。2021年3月、アボットはツイッターにて「バイデン政権はCOVIDを持つ何百もの非正規移民をテキサス州に無謀にも解放した」と呟いた。ポリティファクトは、解放された人々はアメリカに合法的に留まることができる亡命希望者であって、その数は何百ではなく108人であってアボットの主張は「ほとんど嘘」と非難した。
2021年6月、アボットは州児童保護取締官に、保護者のいない未成年の非正規移民を保護している児童保護施設の認可を取り消すよう要請した。アボットは児童保護施設で保護者のいない未成年を保護することは州の里親制度の施設の評判を落とすことになりかねないと語った。同月下旬、アボットは州が2億5千万ドルを用意し寄付を募りメキシコとアメリカの壁を建てる計画を発表した。
2021年7月、アボットは州の警察に、非正規入国する非正規移民の逮捕を始めるよう通知した。2021年7月27日、アボットは州兵に非正規移民の逮捕の支援をするよう要請し、翌日、非正規移民の移動を制限する命令に署名した。アボットの政策により逮捕された非正規移民は法的支援や正式な起訴もなく何週間も収監されていた。
2021年、アボットはテキサス州がトランプの壁を引き継ぐことを発表した。トランプ政権時と同じ設計で建設中である。
バイデン大統領が伝染病に関する第42条項が撤回することになったため、2022年4月7日、アボットは記者会見にて、非正規移民の急増が予想されるため州防災局が900台の貸切バスでテキサス州からワシントンD.C.に非正規移民を送りつける計画を発表した。いずれの市長、郡裁判官、市が連邦政府の保護下にある非正規移民の解放のためのバスを要請することができた。批判を受け、アボットは移民の希望に沿うものと明らかにした。4月13日、24人の非正規移民を乗せた最初のバスが30時間かけてワシントンD.C.に到着した。翌日、2台目のバスが到着した。アボットはこの2台のバスで非難され、アメリカン・エンタープライズ研究所のある学者は、連邦政府がアボットを人身売買で起訴すべきだと語った。上院議員テッド・クルーズはアボットの行動を擁護し、他の圧倒的民主党の地域にも非正規移民を送りつけるべきだと主張した。記者会見にてホワイトハウスのジェン・サキ報道官は、移民たちが手続の完了を待つ間にテキサス州が最終目的地に行く手助けをするのはとても良いことだと語った。ワシントンD.C.市長ミュリエル・バウザーはテキサス州からの移民の流入は「移民危機」として、州兵の支援を要請した。
2022年9月15日、アボットは、アメリカ＝メキシコ国境を越えて拘束されていた主にベネズエラからの非正規移民である101人の乗った2台のバスをワシントンD.C.のアメリカ海軍天文台の近くにあるカマラ・ハリス副大統領の自宅に送りつけた。ベネズエラのニュースの英語ブログ「カラカス・クロニクル」のラファエル・オシオ・カブリスはアボットの政策と、批判の報復として欧州連合東部国境で移民危機を引き起こしたアレクサンドル・ルカシェンコ、1980年のマリエル難民事件で常習犯罪者や精神病患者を解放してアメリカに送ったフィデル・カストロを比較した。9月17日、アボットはハリスの自宅にさらに50人の非正規移民をバスで送りつけた。

#### 国境問題
2022年4月上旬、アボットはメキシコから入る商用トラックの調査を拡大し、違法薬物や非正規移民を差し押さえると発表した。その直後、この調査により農産物、自動車部品、家財道具など様々な物資を積んだ商用トラックが何マイル
も渋滞となった。アメリカ生鮮食品協会のスポークスパーソンは日持ちのしない果物や野菜の80%が売り物にならず、一部は腐りかけていたと語った。テキサス・トラック協会会長は全米の全ての運送業に遅延の影響が出ていると語った。メキシコのトラック運転手は抗議のために複数の橋を封鎖した。厳格な調査に強く抗議する州内の事業主の圧力のもと、4月15日、アボットは調査を中止した。アボットはメキシコに接する州知事が人身売買、薬物、銃に対して警戒を強めることに同意したため中止したと語った。
このトラック調査の最終的な州の費用は推定42億ドルだったが、薬物にも非正規移民の逮捕にも繋がらなかった。

#### 環境

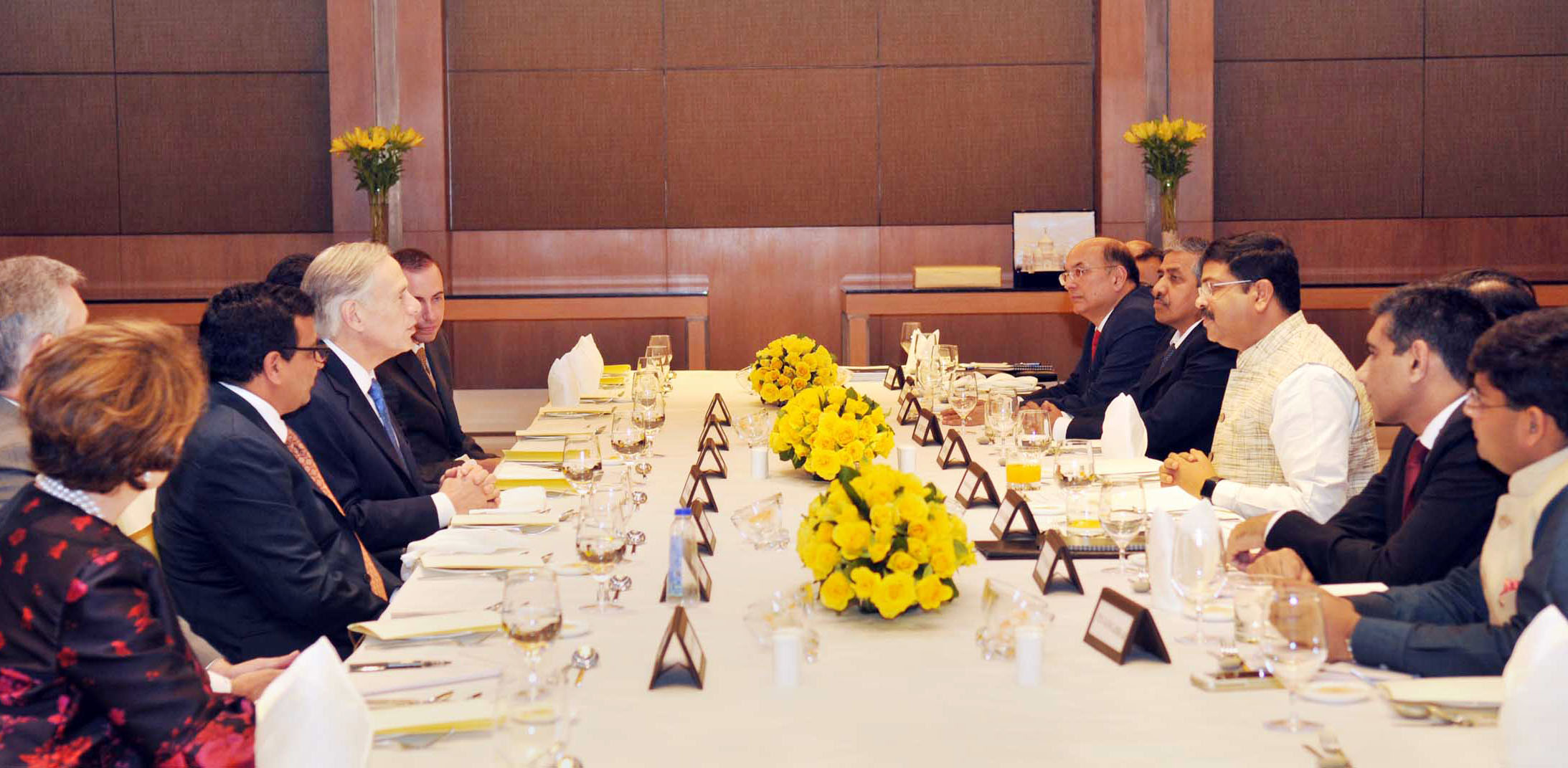
2018年、インドの石油天然ガス大臣および能力開発起業家大臣のShri Dharmendra Pradhanと会談するアボット

アボットは気候変動の科学的合意を拒否した。アボットは気候は変動しているが、人為起源の合意には容認できないと語った。
2014年初頭、合衆国商工会議所本部で開催された気候変動規制の撤廃への法的戦略の立案のための集会に出席した。2016年、スコット・プルーイットのアメリカ合衆国環境保護庁長官への就任を支援し、これまで共に環境保護庁と法廷で争ってきたことに言及した。州司法長官だったアボットは環境規制についてしばしば連邦政府を訴えていた。
ジョー・バイデンが大統領に就任すると、アボットはバイデン政権の環境規制に対して法的戦略をより強いものにすると公約した。

#### 選挙権
アボットは州の有権者名簿から10万人近くの登録有権者を削除するよう要請した。当初、州当局は削除される有権者は市民権を有する者ではないと主張していた。2018年4月、有権者団体はこの削除に異議を申し立て、州務長官局員は帰化した何万もの合法有権者を誤って削除対象としていたことを認めた。アボットは有権者の削除には関わっていないと主張したが、2019年6月、アボットが影の指南役であることを示す電子メールが公開された。
2020年9月、アボットは州内の各郡は期日前投票の投票所を1箇所のみ設置することができる布告を出した。アボットは不正選挙を防ぐためと主張したが、不正投票の具体例を示すことはしなかった。選挙管理の専門家は不正投票は非常に数少ないと語っている。2020年9月、アボットはCOVID-19によりこの年の本選挙の期日前投票期間を拡大したが、州共和党はこれに異議を唱えた。
2020年アメリカ合衆国大統領選挙においてトランプ大統領が不正選挙と主張し結果を覆そうとして失敗し、アボットは選挙の公明性を議会の優先事項としていた。選挙権擁護団体および人権団体はこれを非難し、有色人種や障碍者の有権者に影響を与えると語った。
2021年7月、州の選挙手続きを変更する法案の通過を阻止するため、州議会の民主党議員はチャーター機で州を離れワシントンD.C.に向かった。アボットはこの議員たちに、州に戻った暁には逮捕すると宣言した。8月、州最高裁判所はこの議員たちを逮捕し州会議事堂に連れてくることを認める判決を下した。
2021年10月、アボットはジョン・スコットを州務長官に任命し、州の選挙を監督する立場となった。スコットは大統領選挙で選挙結果を破棄しようとしたトランプを支援したがうまくいかなかった。

#### LGBTの権利
2014年、アボットは連邦裁判所が違憲判決を下した、州が同性婚を禁止することを擁護した。州司法長官としてアボットは、同性婚禁止は安定し持続的な関係の間に子供が生まれることを推進するものであると主張した。
アボットはオーバーグフェル対ホッジス裁判の同性婚禁止は違憲との最高裁判所の判決を非難した。アボットは最高裁判所は公平な司法の権威としての役割を遺棄したと語った。その直後、アボットは市役所職員の同性配偶者に福利厚生を適用させることを阻止する訴訟を起こした。
2017年5月27日付けの文書において、フェイスブック、アップル、マイクロソフト、アマゾンを含むテクノロジーの大企業14社のCEOがアボットに、のちに「"bathroom bill"」と呼ばれるようになる、選択した性でなく出生時の性のバスルームを使用すべきという法案を可決しないよう要請した。この法案は副知事ダン・パトリックにより支持され、アボットにより復活された。2018年3月、この法案を阻止した下院州政委員長のバイロン・クックは、アボットは個人的には法案に反対していたと主張した。法案に署名はされず、のちにアボットは2018年の民主党州知事候補者のループ・ヴァルデスとのディベートで「これは私の意図ではない」と語った。
2017年、アボットは公的資金投入による養子縁組斡旋機関は宗教的理由で同性家族への養子縁組を拒否することを認める法案に署名した。
2021年、ある共和党予備選候補者は州の児童福祉機関はLGBTQの若者に関する項目が含まれていたためアボットを批判した。その直後、アボットが任命する機関はLGBTの若者に向けた自殺防止ホットラインなどが含まれるウエブページを削除した。
2022年、アボットは州当局に、トランスジェンダーの子供に対して第二次性徴抑制薬やホルモン療法などの性別適合医療行為を児童虐待とみなすよう指示した。

#### ホームレス
2019年6月、オースティンはホームレスの公の場での野宿、横たわり、睡眠を25年間禁止してきたが、これを無効にする条例を発表した。2019年10月、オースティン市長スティーヴ・アドラー宛ての野宿禁止の無効を批判する公開書簡を送り、州の財源をホームレス対策に使用すると主張した。
2019年11月、アボットは州にテキサス州運輸局所有の旧車両保管場にホームレス一時宿営地の開設を指示し、利用者はこの宿営地を「アボットヴィル」と呼んだ。

#### 大麻
2019年、多くの検察官が軽微な大麻罪の起訴を取りやめると発表し、アボットは大麻法の実施を継続するよう命じた。検察官たちはヘンプの合法化の法案が最近可決したことに言及した。ヘンプは大麻と同じ化学物質のTHCが含まれており、警察の検査では大麻使用とヘンプ使用の違いを検知することができない。アボットは合法のヘンプ製品には認定証がついているはずだと語った。
2022年、州の有権者への世論調査によると、州民の55%が大麻の合法化を支援または強く支援していることが判明した。

#### コロナウイルス感染症の流行

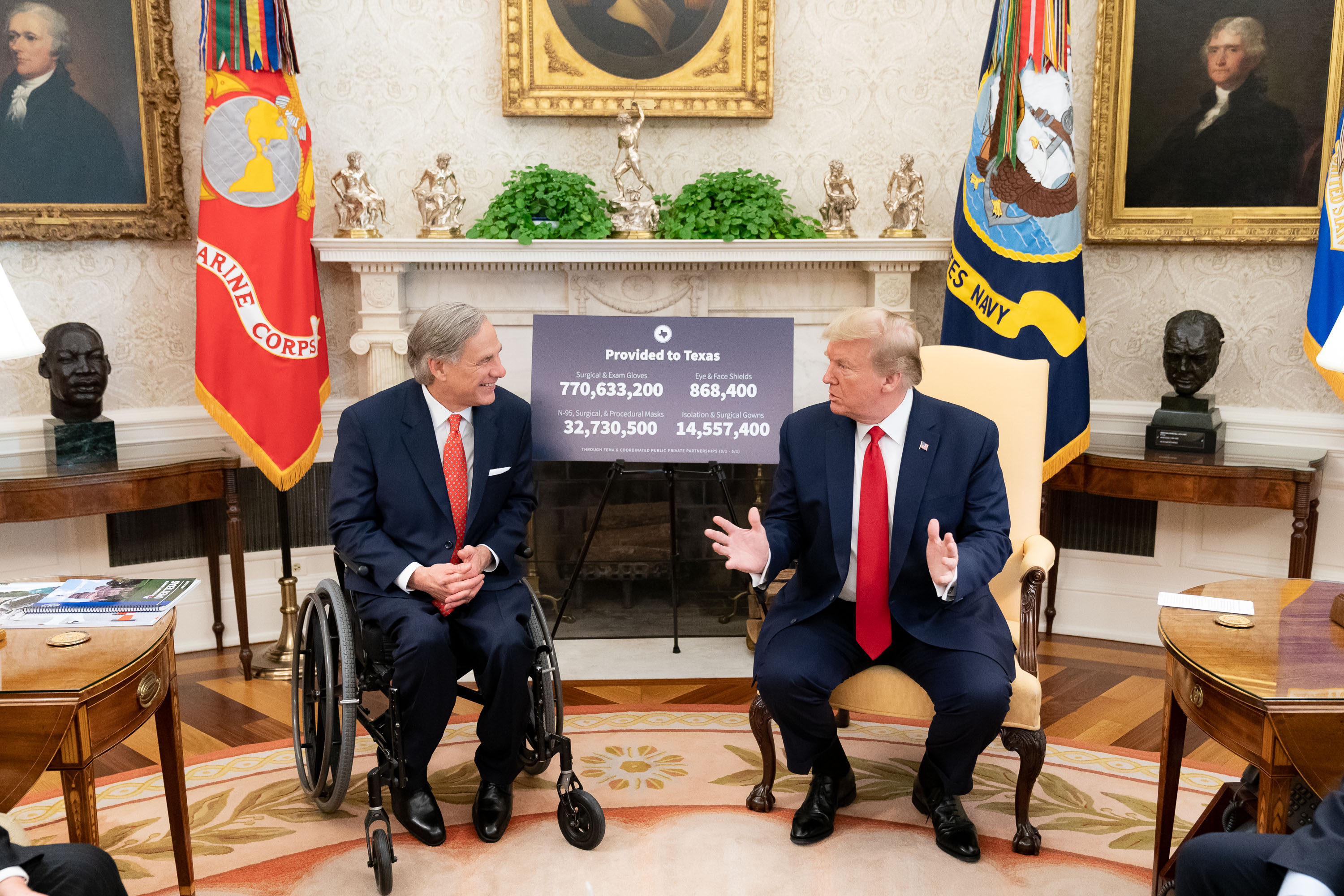
大統領執務室にてトランプ大統領およびホワイトハウス・コロナ対策委員会のメンバーと語り合うアボット

2020年4月2日から5月1日、コロナウイルス感染症の流行の間、アボットは外出自粛令を発した。全米の州知事が外出自粛令を発した中で最も短期間のものの1つとなった。活動再開後に再度蔓延したため、アボットは再び外出自粛とした。6月24日、1日の新たな感染者数の記録を更新した。複数の批評家がアボットの対応を短絡的とし、ウイルスの拡散を制限するために活動再開を差し戻すべきだと非難していた。
「ニューヨーク・タイムズ」紙によると、アボットの対策は、州民に外出自粛させながらビジネスはオープンさせるなど矛盾していた。またアボットは州民にマスクをすべきと言いながら州全体への「命令」にはしなかった。アボットの対応は政治的志向に関わらず批判を受けた。これまでアボットは郡がマスク着用を要求することを禁止していたが、2020年7月、アボットは20人以上の感染者のいる郡に、公共の場でのマスク着用を指示した。
2020年12月、アボットは州内のレストランに郡の外出禁止令に従うことはないと指示した。郡はコロナウイルス感染症急増のただ中の年末年始に屋内会食や深夜の飲酒の制限を実施していたのである。
2021年3月2日、アボットはマスク着用義務の終了を含めて州内のコロナウイルス感染症に対する制限を全て撤廃し、ビジネスの100%再開を承認した。
2021年4月、アボットは公的資金を受ける州当局や法人に対し、ワクチン接種証明を要求することを禁止する行政命令に署名した。2021年6月、顧客にワクチン接種証明を要求する企業に罰則を与える法案に署名した。
2021年5月18日、アボットは公立学校や政府事業体のマスク着用義務を禁止し、承諾しなければ最高千ドルの罰金となる行政命令を発布した。
2021年8月17日、アボットのオフィスはアボットが2020年12月以降全てのコロナワクチンを接種していたにもかかわらず、コロナウイルス陽性となったことを発表した。アボットのオフィスによるとアボットは健康で無症状であった。アボットはリジェネロン・ファーマシューティカルズのモノクローナル抗体治療を受けた。
2021年8月、アボットは政府の制限よりも自己責任を重視し、政府が定める義務に断固として反対した。2021年7月29日、コロナウイルス感染症の流行が悪化しており、アボットは地方政府職員、州当局、公立大学、州関連企業に勤務条件にマスク着用要請やワクチン接種証明など初期の命令を復活し追加の禁制を課す行政命令(GA-38)の破棄を発布した。地方自治体がこの政策に従わなければ千ドルの罰金を科すこととなった。バイデン大統領はこれらの方策でアボットを批判した。マスク義務の禁止によりアボットと、学区を含む地方自治体の間で複数の法的な異議申立てを引き起こした。2021年8月、アボットの報道官は民間企業は州関連企業と同等の措置を取る必要はないと語った。2021年10月、アボットは民間企業を含み従業員にワクチン接種を要求することを禁じる行政命令を発した。

#### 2021年2月の北米の寒波

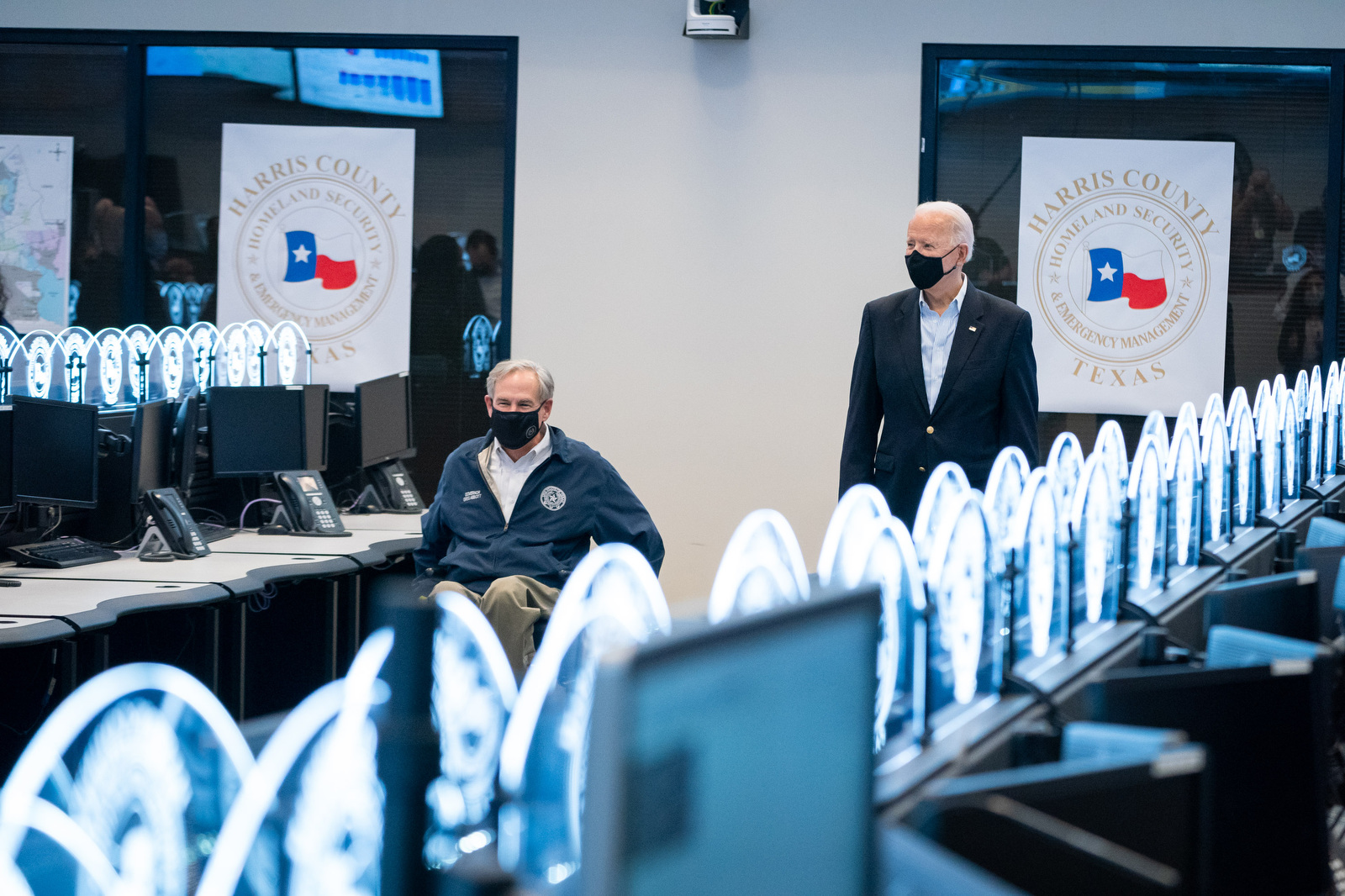
2021年、ハリス郡緊急対策本部でのアボットとジョー・バイデン大統領

2021年2月13～17日の北米の冬の嵐の中、2月16日にテキサス州全域の発電所が故障し、テキサス州の400万世帯に電力が供給されない状態が続いた。アボットは、テキサス州の電力網運営者であるテキサス州電気信頼性協議会（ERCOT）の改革を求めた。
2月16日にショーン・ハニティの番組にゲスト出演し、「これはグリーン・ニューディールがいかにアメリカにとって致命的な取引になるかを示している。私たちの風力発電と太陽光発電は停止され、それらはまとめて私たちの電力網の10パーセント以上を占めていた。... これは、化石燃料が必要であることを示している。」と述べた。テキサス州のエネルギー部門からはすぐに反応があり、「テキサスのエネルギー損失のほとんどは、化石燃料のパイプラインを含む発電システムの耐寒化・不凍化の失敗から来ている」と明らかにした 。テキサス州の発電所のほとんどはガス火力発電で、冬の間は風力発電機が約10％を供給している。
アボットは2月18日までに、テキサス州の天然ガスをテキサス州の発電事業者に独占的に販売するよう命じたが、これは全エネルギーの3分の2がガス火力発電所で発電されているメキシコに即時かつ直接的な影響を与えた。
2021年6月、アボットは電力会社により異常気象に備えるよう要請する法案に署名した。

## 私生活
1981年、カトリック教徒のアボットはメキシコ移民の孫であるセシリア・ファレン・アボットとサンアントニオで結婚した。アボットが州知事となり、セシリアはテキサスが合衆国に加盟して以来初めてのラテン系のファーストレディとなった。一人娘となる養女オードリーがいる。セシリアは元教師で校長である。

### 車椅子の使用
1984年7月14日、26歳でアボットは嵐の後のジョギング中にオークの木が倒れてきて下半身麻痺となった。脊髄に2本の鋼棒が埋め込まれ、ヒューストンにあるTIRRメモリアル・ハーマンで大がかりなリハビリを受け、以降車椅子を使用している。アボットは木を所有していた家主と伐採業者を訴え、2022年まで3年ごとに一括払いおよびインフレ換算差額の月払いで保険金が支払われることとなった。2013年8月現在、非課税で月ごとの支払い額は14,000ドル、3年ごとの一括払い額は400,000ドルとなっている。アボットによると、30年近くこの支払いを医療費などにまかなってきた。